# Aluminocerita-(CeCa)
L'aluminocerita-(CeCa) és un mineral de la classe dels silicats que pertany al subgrup de la cerita. Rep el seu nom per ser una cerita-(CeCa) amb alumini dominant. Fins al mes de juny de 2023 s'anomenava aluminocerita-(Ce), canviant el nom a l'actual degut als canvis aprovats per l'Associació Mineralògica Internacional (IMA) en la nomenclatura del grup de la cerita.

## Característiques
L'aluminocerita-(CeCa) és un silicat que va ser aprovat com a espècie vàlida per l'IMA l'any 2007. La seva fórmula química va ser redefinida l'any 2023, passant a ser: (Ce₆Ca₃)◻Al(SiO₄)₃(SiO₃OH)₄(OH)₃. Cristal·litza en el sistema trigonal. La seva duresa a l'escala de Mohs és 5. És isostructural amb els fosfats del grup de la whitlockita. És l'espècie anàloga amb alumini de la cerita-(CeCa) i la cerita-(La).
Segons la classificació de Nickel-Strunz pertany a «09.AG: Estructures de nesosilicats (tetraedres aïllats) amb anions addicionals; cations en coordinació > [6] +- [6]» juntament amb els següents minerals: abswurmbachita, braunita, neltnerita, braunita-II, långbanita, malayaïta, titanita, vanadomalayaïta, natrotitanita, cerita-(CeCa), cerita-(La), trimounsita-(Y), yftisita-(Y), sitinakita, kittatinnyita, natisita, paranatisita, törnebohmita-(Ce), törnebohmita-(La), kuliokita-(Y), chantalita, mozartita, vuagnatita, hatrurita, jasmundita, afwillita, bultfonteinita, zoltaiïta i tranquillityita.

## Formació i jaciments
Aquesta espècie té dues localitats tipus al Piemont, Itàlia: la pedrera Scala dei Ratti, a Feriolo (Baveno), i la mina Seula, al mont Camoscio (Oltrefiume). També ha estat descrita a Mongòlia, Noruega, Sud-àfrica i Rússia.